# Ásgerður Stefanía Baldursdóttir
Ásgerður Stefanía „Adda“ Baldursdóttir (* 5. Januar 1987) ist eine ehemalige isländische Fußballspielerin.

## Karriere

### Verein
Ásgerður begann ihre Karriere 2004 bei Breiðablik Kópavogur. 2005 wechselte sie zu UMF Stjarnan, wo sie bis 2018 unter Vertrag stand. Im Jahr 2015 wechselte sie auf Leihbasis zum schwedischen Erstligisten Kristianstads DFF, wo sie fünf Spiele absolvierte. Die Saison 2017 verpasste sie aufgrund einer Schwangerschaft.
2019 unterschrieb sie einen Vertrag bei Valur Reykjavík, wo sie bis zu ihrem Karriereende 2022 aktiv war.

### Nationalmannschaft
Ásgerður wurde im September 2013 erstmals in die isländische Frauen-Nationalmannschaft berufen. Ihr Debüt gab sie im März 2014 beim Algarve Cup in einem Spiel gegen 
Deutschland. Zwischen 2014 und 2016 bestritt sie insgesamt zehn Länderspiele.